# Dot Lake Village
Dot Lake Village és una concentració de població designada pel cens dels Estats Units a l'estat d'Alaska. Segons el cens del 2000 tenia 38 habitants.

## Demografia
Segons el cens del 2000, Dot Lake Village tenia 38 habitants, 15 habitatges, i 10 famílies La densitat de població era de 4 habitants/km².
Dels 15 habitatges en un 53,3% hi vivien nens de menys de 18 anys, en un 33,3% hi vivien parelles casades, en un 13,3% dones solteres, i en un 26,7% no eren unitats familiars. En el 26,7% dels habitatges hi vivien persones soles el 13,3% de les quals corresponia a persones de 65 anys o més que vivien soles. El nombre mitjà de persones vivint en cada habitatge era de 2,53 i el nombre mitjà de persones que vivien en cada família era de 3.
Per edats la població es repartia de la següent manera: un 34,2% tenia menys de 18 anys, un 7,9% entre 18 i 24, un 21,1% entre 25 i 44, un 26,3% de 45 a 60 i un 10,5% 65 anys o més.
L'edat mediana era de 32 anys. Per cada 100 dones hi havia 171,4 homes. Per cada 100 dones de 18 o més anys hi havia 127,3 homes.
La renda mediana per habitatge era de 16.250 $ i la renda mediana per família de 16.667 $. Els homes tenien una renda mediana de 28.750 $ mentre que les dones 0 $. La renda per capita de la població era de 7.476 $. Cap de les famílies i el 19% de la població estaven per davall del llindar de pobresa.

## Poblacions més properes
El següent diagrama mostra les poblacions més properes.